# Monika Lewczuk
Monika Lewczuk sinh năm 1988 là một người mẫu của Ba Lan, người đã chiến thắng trong cuộc thi Hoa hậu Siêu quốc gia 2011 diễn ra tại thành phố Plock, Ba Lan, quê hương của cô. Monika Lewczuk cũng đã từng tham dự Miss Globe International 2009 và cô đạt danh hiệu Á hậu thứ nhất.

## Liên kết
- Trang chủ của cuộc thi Hoa hậu Siêu quốc gia